# Grizzly Peak
Grizzly Peak je hora v pohoří Sawatch Range na západě středního Colorada. Leží na hranici krajů Pitkin County a Chaffee County.
S nadmořskou výškou 4 264 m
je devátou nejvyšší horou pohoří Sawatch Range. Leží 5 km jihozápadně od průsmyku Independent Pass, nedaleko od nejvyšší hory Skalnatých hor Mount Elbert.